# Henry Pelham-Clinton (5. książę Newcastle)
Henry Pelham Pelham-Clinton, 5. książę Newcastle-under-Lyne KG (ur. 22 maja 1811, zm. 18 października 1864) – brytyjski arystokrata i polityk, najstarszy syn Henry’ego Pelhama-Clintona, 4. księcia Newcastle, i Georgiany Elisabeth Mundy, córki Edwarda Millera Mundy'ego, szlachcica z Derbyshire.

## Życiorys
Zanim po śmierci ojca w 1851 r. został księciem Newcastle był znany jako hrabia Lincoln. W wieku 11 lat stracił matkę. Wychowywał go ojciec. Jego surowe metody wychowawcze spowodowały w końcu zerwanie kontaktów z ojcem przez syna. Lincoln kształcił się w Eton College i na Uniwersytecie Oksfordzim. Studia ukończył w 1832 r. i od razu rozpoczął karierę polityczną. W tym samym roku został wybrany do Izby Gmin z okręgu South Nottinghamshire. Zasiadał w niej do 1846 r. Później reprezentował okręg Falkirk Burghs od 1846 r., aż do roku 1851, kiedy to odziedziczył tytuł książęcy i zasiadł w Izbie Lordów.
W przeciwieństwie do ojca i dziada, Lincoln sprawował wiele centralnych urzędów państwowych. Już w 1834 r. został jednym z lordów skarbu w pierwszym rządzie Roberta Peela. W drugim rządzie Peela, Lincoln sprawował funkcję pierwszego komisarza ds. lasów oraz głównego sekretarza Irlandii. W późniejszych latach był ministrem wojny i kolonii (1852–1854, rząd lorda Aberdeen), ministrem wojny (1854–1855, rząd lorda Aberdeen) i ministrem kolonii (1859–1864, rząd lorda Palmerstona). Był również lordem namiestnikiem Nottinghamshire. Od 1860 r. był kawalerem Orderu Podwiązki.
Newcastle był sprzymierzeńcem i przyjacielem wielu ówczesnych polityków brytyjskich, m.in. Roberta Peela i Williama Ewarta Gladstone’a, który był jego kolegą ze studiów. Podobno Henry namówił ojca, aby załatwił Gladstone'owi miejsce w Parlamencie. W działalności politycznej był bardzo aktywny i dążył do jak najlepszych wyników. Oceniany jest jako jeden z najbardziej efektywnych ministrów kolonii w historii Wielkiej Brytanii.
W życiu osobistym książę nie był szczęśliwy. Jego małżeństwo nie było udane i zakończyło się rozwodem. Relacje z ojcem były oziębłe, głównie z powodu odmiennych sympatii politycznych ojca i syna. Równie oziębłe były stosunki Henry’ego z jego dziećmi. Historyk F. Darell Munsell zatytułował swoją biografię 5. księcia (wydaną w 1985 r.) Nieszczęśliwy książę (The Unfortunate Duke).
27 listopada 1832 r. w Hamilton Palace w Hamilton poślubił lady Susan Harriet Catherine Hamilton (9 czerwca 1814 – 28 listopada 1889), córkę Alexandra Hamiltona, 10. księcia Hamilton, i Susan Beckford, córki Williama Beckforda. Henry i Susan mieli razem czterech synów i córkę:
- Susan Charlotte Catherine Pelham-Clinton (zm. 6 września 1875), żona podpułkownika Adolphusa Fredericka Charlesa Williama Vane-Tempesta, miała dzieci
- Henry Pelham Alexander Pelham-Clinton (25 czerwca 1834 – 22 lutego 1879), 6. książę Newcastle
- Edward William Pelham-Clinton (11 sierpnia 1836 – 9 lipca 1907), ożenił się z Matildą Jane Cradock-Hartopp, nie miał dzieci
- porucznik Arthur Pelham-Clinton (23 czerwca 1840 – 18 czerwca 1870)
- Albert Sidney Pelham-Clinton (22 grudnia 1845 – 1 marca 1884), ożenił się z Frances Evelyn, nie miał dzieci

Małżeństwo to nie było szczęśliwe i zakończyło się rozwodem w 1850 r. Poprzedził go wielki skandal, gdyż księżna, uznawana za osobę psychicznie niezrównoważoną, uciekła z lordem Horatio Walpolem i miała z nim nieślubnego syna, również nazwanego Horatio.
Książę Newcastle zmarł w 1864 r. Wszystkie tytuły przejął jego najstarszy syn.